# Onthophagus incantatus
Onthophagus incantatus är en skalbaggsart som beskrevs av Vladimir Balthasar 1967. Onthophagus incantatus ingår i släktet Onthophagus och familjen bladhorningar. Inga underarter finns listade i Catalogue of Life.